# Valle Township (Missouri)
Valle Township est un ancien township, situé dans le comté de Jefferson, dans le Missouri, aux États-Unis,.
Le township est baptisé en référence à la communauté de Valles Mines (en).

### Source de la traduction
- (en) Cet article est partiellement ou en totalité issu de l’article de Wikipédia en anglais intitulé « Valle Township, Jefferson County, Missouri » (voir la liste des auteurs).